# Punk
El punk, también llamado punk rock, es un género musical que emergió a mediados de los años 1970. Este género se caracteriza en la industria musical por su actitud independiente y contracultural. En sus inicios, el punk era una música de composición minimalista, muy simple y cruda, y a veces, descuidada: un tipo de rock sencillo, con melodías agresivas de duraciones cortas, sonidos de guitarras amplificadas poco controladas y ruidosas cargadas de mucha distorsión, escasos arreglos e instrumentos y, por lo general, compases y tempos rápidos.
Las líneas de guitarra se caracterizan por la sencillez y crudeza del sonido amplificado y muy distorsionado que crean un ambiente sonoro ruidoso o agresivo heredado del garage rock. En ocasiones, el bajo sigue solo la línea del acorde y no busca adornar con octavas ni arreglos en la melodía pero, por lo general, en las primeras formaciones de punk (aspecto que se repetiría más adelante con las bandas de post punk), el bajo presenta arreglos sencillos y constantes, luciendo en muchos de los casos más que la guitarra. La batería por su parte, lleva un tempo acelerado con ritmos sencillos de rock and roll. Las voces varían desde expresiones fuertes a expresiones violentas o desgarradas, mientras las letras se caracterizan por tratar temas políticos y sociales (llevando un mensaje de conciencia que se extiende con el objetivo de denunciar por medio de la música este tipo de problemas). También se tratan temas relacionados con las drogas, el amor, el pacifismo, etc. No obstante, desde finales de los años 1970 e incluso antes (a excepción de la lírica) estos aspectos fueron cambiando, dado que las nuevas bandas formadas en ese tiempo (en general, bandas del estilo hardcore y otras bandas más tradicionalistas) agregaron cambios de acorde muy rápidos en la guitarra, arreglos (para mayor complejidad) y solos de guitarra (heredados directamente del rock and roll y rockabilly). En el bajo se introdujeron los arreglos con octava, la batería aceleraba más el ritmo y el tempo, y las voces eran mucho más fuertes. 
El punk rock explotó en la corriente musical a finales de los años 1970 con bandas británicas como Sex Pistols, The Clash y The Damned, y bandas estadounidenses como Ramones, The Dead Boys y Blondie. Más adelante, en la década de 1980, surgirían dos movimientos dentro de la escena independiente del punk rock que se caracterizarían por seguir las ideas de la ética «hazlo tú mismo», con una fórmula musical mucho más agresiva, rápida y veloz; en Estados Unidos, el hardcore (con bandas como Black Flag, Minor Threat, Dead Kennedys, Circle Jerks, Bad Brains, etc., las cuales ayudaron e influyeron en músicos que más tarde conformarían la escena hardcore melódica, skate punk, nardcore e incluso straight edge/youth crew) y en el Reino Unido, el UK '82 (con bandas como The Exploited, GBH, Chaos UK, Discharge y Varukers, cuyas últimas dos dieron continuación e influencia a formas más extremas del punk como d-beat, crust punk y grindcore). Posteriormente, muchos músicos influenciados por el punk rock pero con distintos intereses musicales, formarían bandas de post punk, heavy metal, grunge, emo, noise rock, ska, new wave, rock alternativo y gótico. En los años 1990 aparece el grunge con bandas como Nirvana. Más tarde, bandas californianas de skate punk y hardcore melódico seguirían vendiendo millones de discos como Offspring, Rancid y NOFX. A mediados de los años 1990, el mercado musical promovería a bandas de pop punk como Green Day o Blink-182; asimismo, bandas de punk hardcore y street punk como The Casualties, Unseen, Blanks 77, Agnostic Front, Violent Society, Restarts, First Step, Battery y Good Clean Fun, entre muchas otras, continuaron formándose.

## Características

### Filosofía punk
El punk es la lucha constante contra el miedo de las repercusiones sociales.
Greg Graffin.

Brotó gracias al Movimiento punk, cuya intención por lo general es la protesta. Suelen hacerlo de manera presencial o utilizando como medio de expresión la música de carácter protestante, manifestante o demandante. Es muy característico por gran parte de ellos su rechazo hacia el sexismo y el racismo, así como también hacia la prensa amarillista por ser esta sensacionalista, direccionalista, farandulera, manipuladora, opresora, constringente, lobbista, amarillista, conservadora y reservada, ya sea que cuente con alguna, varias o todas esas características. La forma originaria del punk era un tipo de rock sencillo y algo ruidoso para expresarse con sus propios medios y conceptos.

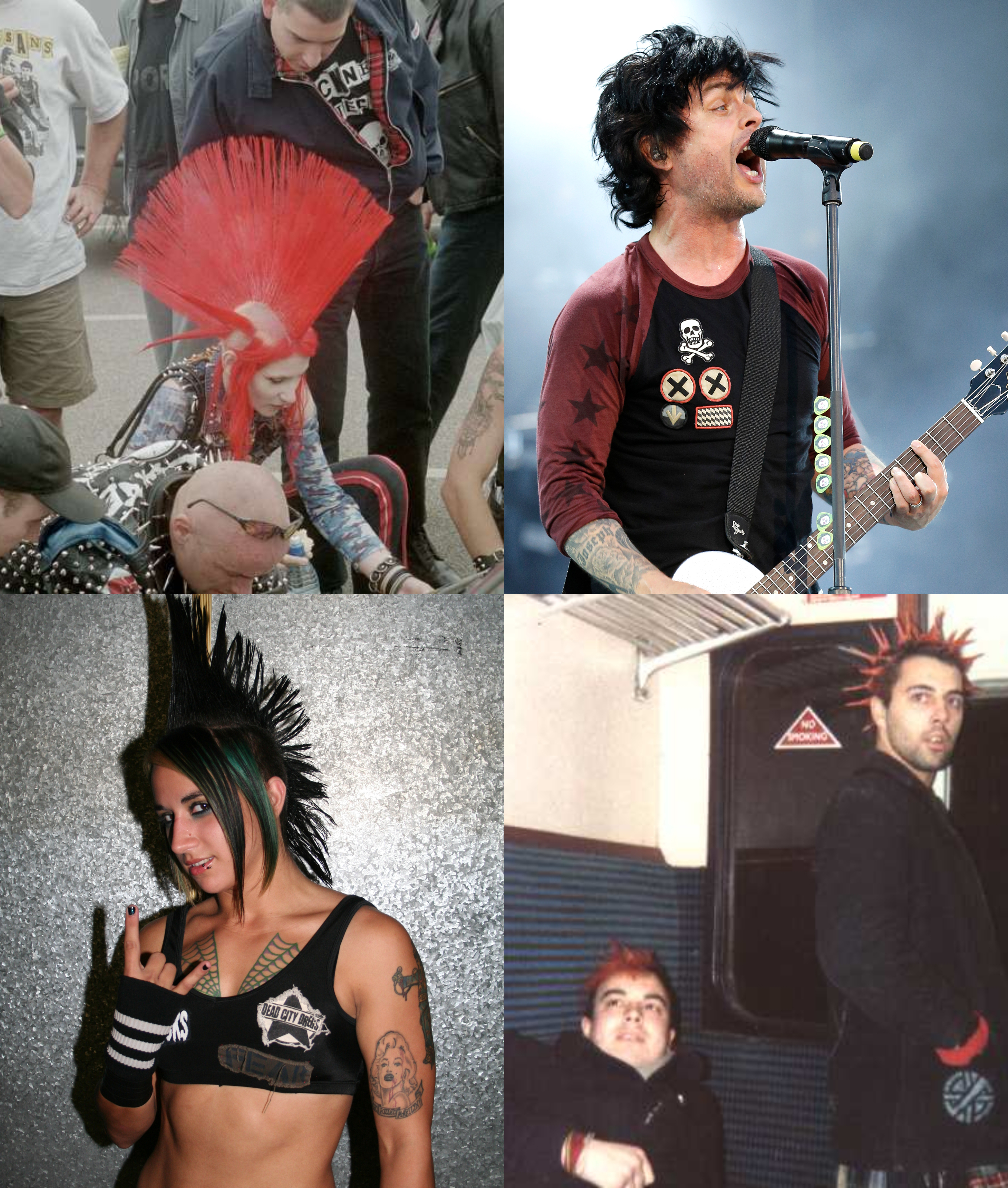
Estética característica de los punks.

Entre las primeras bandas musicales representantes del punk en Estados Unidos están: Ramones, The Heartbreakers, Dead Boys, The Voidoids, Blondie, Cherry Vanilla, The Shirts, The Bags, Tuff Darts, The Runaways, Wayne County & the Electric Chairs, The Cramps, The Misfits, Plasmatics, Black Flag y The Gun Club; y en el proto-punk y garage rock, The New York Dolls, The Velvet Underground (la banda de Lou Reed), Iggy Pop y The Stooges, MC5, la cantante Patti Smith, Television y The Dictators, quienes sirvieron de influenciadores, referencia y precursores del punk.
En el Reino Unido proliferaban agrupaciones como Sex Pistols, The Clash, The Damned, Buzzcocks, The Vibrators, Generation X, The Undertones, Sham 69, The Jam, X-Ray Spex, The Stranglers, Adam & the Ants, U.K. Subs y The Adicts; y en el glam rock, David Bowie, Marc Bolan de T-Rex y The Who, quienes también influyeron del mismo modo que lo hicieron las bandas proto-punk de garage rock de Estados Unidos.
The Pretenders por su parte, es un grupo británico estadounidense que formó parte tanto del movimiento punk como de la new wave de Estados Unidos e Inglaterra.
Los Ramones se presentaban a sí mismos como una banda de rock, sin pretensiones declaradas de mensaje directamente innovador o rompedor salvo en lo musical. Después surgiría la etiqueta punk y la banda sería considerada la primera en representarla. Por otro lado, había una forma de transgresión buscando liberarse de los estigmas sociales. Esta rama no daba explicaciones y trataba de incomodar a lo establecido chocando, ofendiendo y molestando al buen gusto, la moral y la tradición. Se buscaba básicamente la provocación a través de demostraciones de transgresión estética o giros de lenguaje contradictorios, absurdos e insolentes. Es el estilo que popularizaron Sex Pistols, relacionado ligeramente con el nihilismo y otras formas de escepticismo.
Más adelante, especialmente con la aparición del hardcore punk y marcado por la herencia de la actitud del colectivo Crass, se hizo presente todo un abanico de enfoques de crítica social, posicionamientos políticos y afinidad a campañas de protesta. Los ejemplos musicales más clásicos son Crass y The Clash. La filosofía punk puede resumirse en: "Hazlo tú mismo" o "Hazlo a tu manera". Rechaza los dogmas y cuestiona lo establecido. Desprecia las modas y la sociedad de masas (aunque su estética también puede considerarse una moda preestablecida por el punk). En sus canciones, estas bandas expresan un serio descontento con los sistemas e instituciones que organizan y controlan el mundo. En ocasiones, la música también sirve de plataforma para propuestas filosóficas e ideológicas.

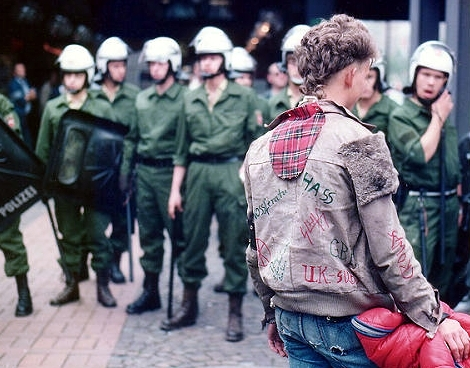
Un punk frente a un grupo de policías.

Durante la década de 1980, el punk en Estados Unidos estuvo permeado de contenidos políticos, principalmente progresistas, en oposición al gobierno conservador de la época. Algunos ejemplos de esta época son las bandas Dead Kennedys y Bad Religion. En Europa, el punk es una música especialmente utilizada como medio de difusión por gente afín a movimientos políticos y sociales outsiders, mayoritariamente de izquierda, aunque existe una corriente de derecha que lo utiliza, siendo criticada y denostada por la mayoría de los movimientos punk.
A principios de los años 1990, las publicaciones amateur del punk y las canciones de los grupos también sirvieron como vehículo de los planteamientos y denuncias de los movimientos antiglobalización.

## Historia

### Antecedentes

#### Década de los 1950
El punk tuvo sus antecedentes durante el surgimiento del rock and roll en la década de 1950 no solo por su estructura musical sino también por la postura disruptiva frente a los parámetros de la sociedad norteamericana y mundial del momento. Para la fotógrafa estadounidense Roberta Bayley, en ese entonces no hubo nadie más punk que figuras como Little Richard y Elvis Presley. E estilo rockabilly desarrollado por Elvis en la Sun Records entre 1953 y 1955 influirían años más tarde en la década de 1970 el subgénero punkbilly tanto en instrumentación como en su estructura musical enmarcada habitualmente en el power trio (guitarra, bajo o contrabajo y batería).

#### Garage rock y moda
A comienzos y mediados de los años 1960, las bandas de garage rock, reconocidas como las progenitoras del punk rock, comenzaron a aparecer en diferentes lugares de América del Norte. The Kingsmen, una banda de garage rock de Portland (Oregón), tuvo éxito con su versión de «Louie Louie» de 1963, citada como "el urtext que define al punk rock". El sonido minimalista de muchas bandas de garage rock fue influenciado por el ala más dura de la invasión británica. Los éxitos de The Kinks de 1964, «You Really Got Me» y «All Day and All of the Night», se han descrito como "precursores de todo el género de tres acordes de Ramones; por ejemplo, 'I Don't Want You' de 1978, fue puro Kinks".
The Who progresó rápidamente en 1964 desde su sencillo debut «I Can't Explain», del álbum «My Generation». A pesar de que tuvo poco impacto en las listas estadounidenses, el himno de The Who presagiaba una mezcla más cerebral de ferocidad musical y postura rebelde que caracterizó a gran parte del primer punk rock británico: John Reed describe la aparición de The Clash como una "ajustada bola de energía que recuerda tanto en imagen como en retórica a un joven Pete Townshend con obsesión por la velocidad, ropa pop-art y ambición de escuela de arte". The Kinks, The Who y The Small Faces fueron algunos de los pocos viejos roqueros conocidos por los Sex Pistols.
En 1966, el mod ya estaba en declive. Las bandas de garage rock de Estados Unidos comenzaron a perder fuerza en un par de años, pero el sonido crudo y la actitud desconocida de bandas de rock psicodélico como The Seeds, presagiaba el estilo de bandas que se conocerían como las figuras arquetípicas del proto-punk.
Uno de los antecedentes 
que, en retrospectiva, se ha señalado como un ejemplo seminal del género durante la década de 1960 ha sido la banda peruana Los Saicos; aunque de manera totalmente aislada a la escena anglosajona. A pesar de que la banda indicaba que ellos solo tocaban rock and roll en su momento, aceptaron la etiqueta punk a posteriori.

#### Proto-punk
En 1969 aparecieron los álbumes debut de dos bandas de Míchigan, conocidos comúnmente como las grabaciones principales del proto-punk. En enero la banda MC5, formada en la ciudad de Detroit, lanzó «Kick Out the Jams». "Musicalmente el grupo es intencionalmente crudo y agresivo", escribió el crítico Lester Bangs en Rolling Stone:

La mayoría de las canciones apenas se distinguen unas de otras en sus estructuras primitivas de dos acordes. Usted ha oído todo esto antes en bandas notables como The Seeds, Blue Cheer, Question Mark and the Mysterians y Kingsmen. La diferencia aquí [...] está en el bombo, la superposición de revolución adolescente y cosa llena de energía que oculta esta vista de clichés y ruido feo. [...] "I Want You Right Now" suena exactamente (hasta en la letra) como una canción llamada "I Want You" de The Troggs, un grupo británico que salió adelante con una imagen similar de sexo y sonido crudo hace un par de años atrás (¿recuerdan Wild Thing?).

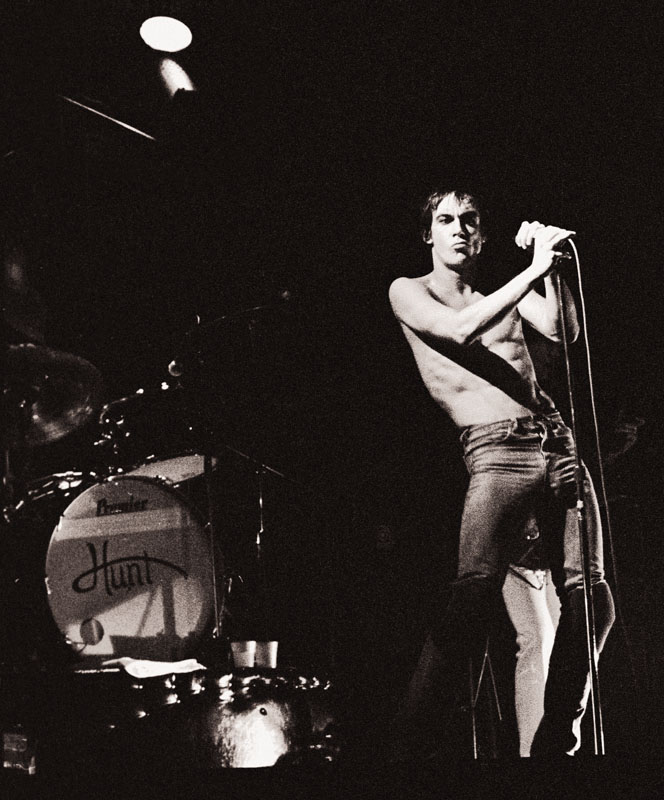
Iggy Pop, el «padrino del punk».

En agosto la banda The Stooges, formada en la ciudad de Ann Arbor, lanzó su álbum homónimo. De acuerdo con el crítico Greil Marcus, la banda, liderada por el cantante Iggy Pop, creó "el sonido del Airmobile de Chuck Berry después de que los ladrones lo desarmaran". El álbum fue producido por John Cale, un exmiembro del grupo de rock experimental The Velvet Underground. Habiendo ganado una "reputación como la primera banda de rock under", The Velvet Underground inspiró directa o indirectamente a muchos de los músicos que estuvieron involucrados en la creación del punk rock y el heavy rock.
Son también etiquetados como proto-punk las bandas New York Dolls, Dictators y The Who; además de temas de hard rock como «Come and Get It» de Blue Cheer, «Comunication Breakdown» de Led Zeppelin, «Paranoid» de Black Sabbath o «I´m Eighteen» de Alice Cooper.[cita requerida]

### Orígenes y contexto cultural

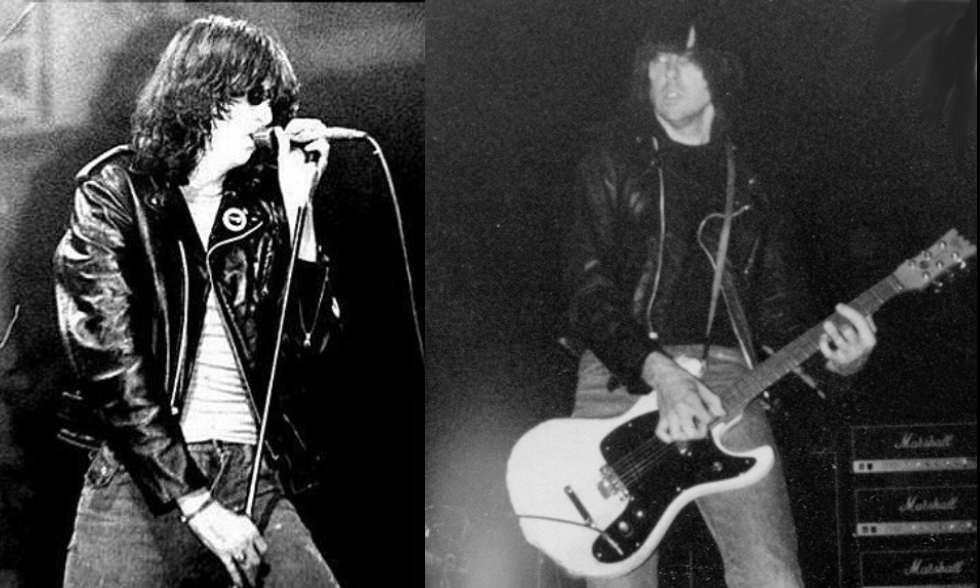
Ramones, considerada por muchos como la primera banda punk de reconocimiento internacional.

A finales de los años 1960, una corriente de jóvenes del Reino Unido, Estados Unidos y otros países, consideraban que el rock había pasado de ser un medio de expresión para los jóvenes, a una mera herramienta de mercado y escaparate para la grandilocuencia de los músicos de ese entonces, alejando la música de la gente común. El punk surgió como una burla a la rigidez de los convencionalismos que ocultaban formas de opresión social y cultural.
Las características del punk rock fueron precedidas por el garage rock (se aprecian en la canción «Pushin Too Hard» de 1966 de los californianos The Seeds). Este género recrudecía el sonido fuerte del rock y presentaba composiciones menos profesionales influenciadas por el sonido de la invasión británica como The Beatles, The Kinks o The Who. Además, integraba elementos del sonido ruidoso del garage rock de The Stooges o The Velvet Underground y recogía influencias del frenético surf rock. Estas variadas influencias son conocidas actualmente como proto-punk. Dentro de las mismas se puede incluir también a Bobby Fuller Four, autor del sencillo «I Fought the Law», que fue versionado por The Clash y The Modern Lovers, autores de «Roadrunner». Fuller incorporaba ritmos acelerados, no tan cercanos al punk rock posterior pero si alejados del rock convencional y típico de la época, con acordes simples pero aún sin distorsión o volumen alto. The Dictators también fueron una banda crucial para el surgimiento del punk rock. Empezaron como garage rock,que posteriormente sería llamado proto-punk, para luego emerger en el mismo punk rock que ellos mismos habían ayudado a formar. Dead Boys fue otra banda de punk estadounidense formada en 1976 que debutó en el mítico club CBGB.
The Ramones hicieron composiciones sencillas, cuyas ácidas letras trataban temas como la discriminación de otros jóvenes, la anti-moda y las drogas, una pauta para las bandas por venir.

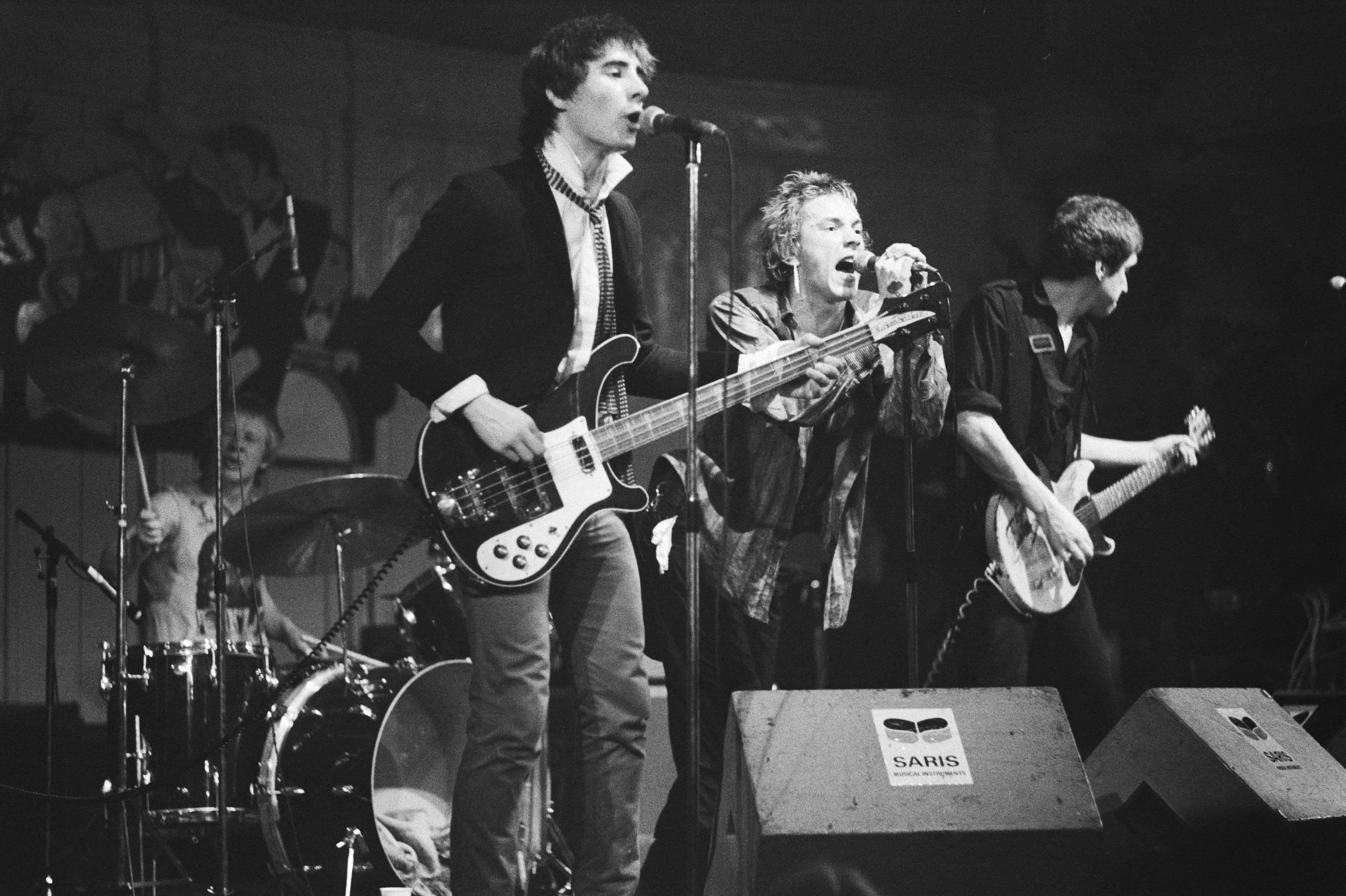
Sex Pistols son considerados como los responsables de haber iniciado el movimiento punk en el Reino Unido.

La visita de estos a Londres (actuaron en el mítico Roundhouse el 4 de julio, día de independencia estadounidense, paradójicamente) hizo que grupos ya existentes como Sex Pistols comenzaran a usar sus instrumentos como medios de expresión y provocación para mostrar su descontento hacia lo que consideraban una sociedad de mentalidad estrecha y represora.
The Damned es otra de las primeras emblemáticas bandas de punk rock de Inglaterra. A diferencia de The Clash, sus acordes de guitarra eran más trabajados, siendo considerados precursores del hardcore punk, que se caracteriza precisamente por tener canciones de punk con acordes más trabajados como los del thrash metal; su vocalista y líder Dave Vanian llevaba una estética vampírica que luego influyó en la estética de la subcultura gótica y en las bandas de rock gótico.

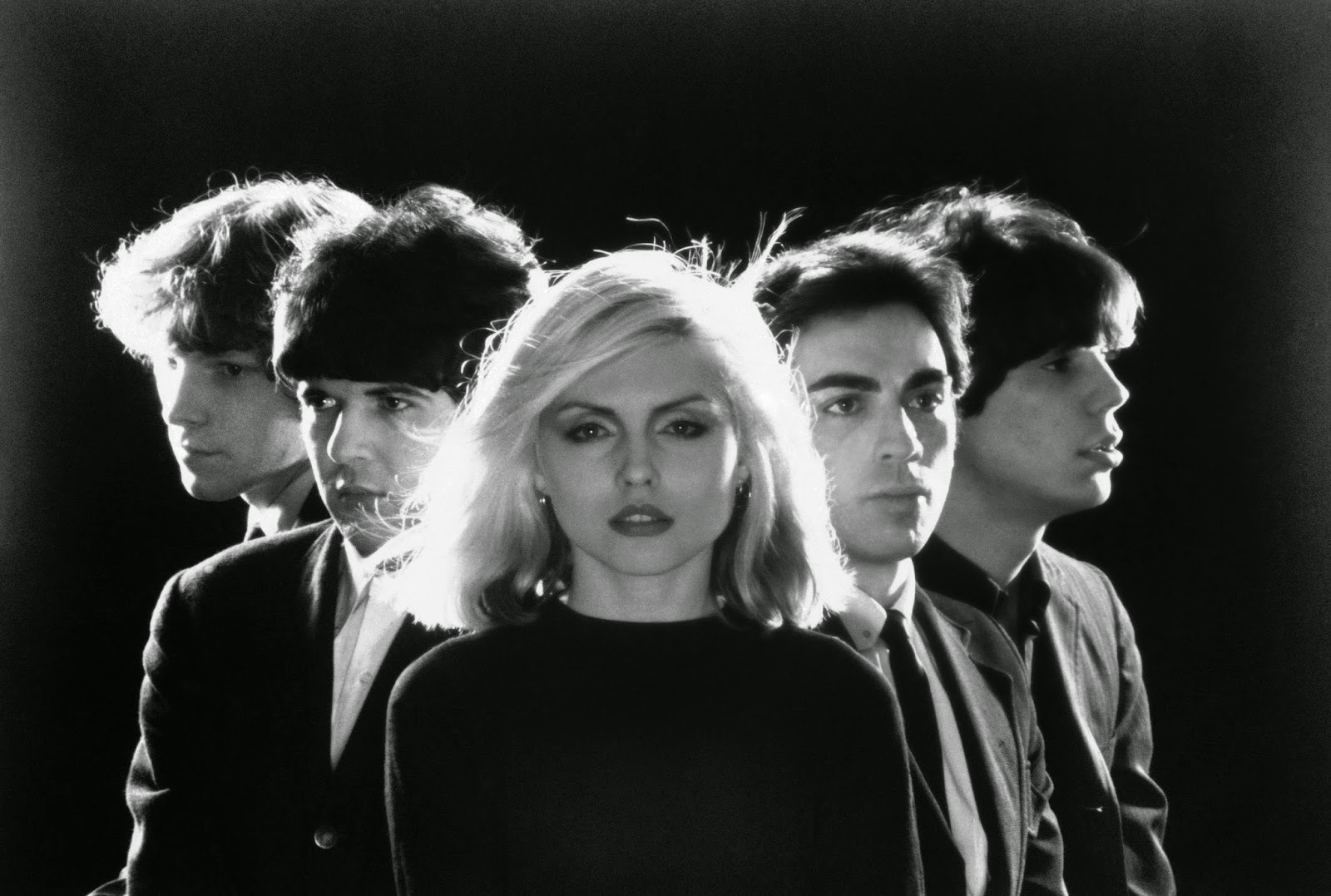
Blondie, iniciadores del punk estadounidense junto a Ramones y la banda de proto-punk Television, llegaron a tener una gran cantidad de seguidores en su etapa punk.

Blondie fue otra de las bandas que sobresalió en la primera oleada del punk rock estadounidense. Empezaron sus conciertos en el CBGB y se iniciaron junto a otras bandas como Ramones y Television. Fueron de crucial importancia para lo que posteriormente sería el new wave, género derivado del punk rock.
Con el tiempo, el género tomaría diferentes caminos, evolucionaría en muchos subgéneros y recogería influencias de otros estilos musicales. Los subgéneros del punk se definen a veces por características musicales, y en otros casos, por el contenido del mensaje o la ideología que lo inspira.
Tal como después sucedería en muchos otros países, en el Reino Unido pronto los grupos tomaron influencias de otros géneros. Una de las primeras fusiones del punk fue con el reggae y el ska de los emigrantes jamaicanos del país. Como primer y más representativo ejemplo, se puede mencionar a la banda The Clash y sus temas «Police and Thieves» (una versión del jamaicano Junior Murvin), «The Guns of Brixton» y «(White Man) In Hammersmith Palais».
El punk se fusionó con otro estilo negro, el funk, el cual se puede oír en trabajos como The Idiot de Iggy Pop, y en bandas como James Chance & The Contortions, Ian Dury and The Blockheads, Gang Of Four, A Certain Ratio o los mismos The Clash en su canción «Magnificient Seven».
En los inicios también surgió el estilo hardcore punk, caracterizado por ser una versión más rápida de la forma sucia de tocar el punk. The Damned fue la principal banda en influenciar a esta nueva rama del punk, seguida por otras como The Misfits, Bad Brains, Middle Class y Black Flag. Otra banda temprana en este estilo fueron Teen Idles.

#### Etimología
El término inglés punk tiene un significado despectivo que suele variar aplicándose a objetos (significando "basura", "suciedad") o a personas (significando "vago", "despreciable", "sucio" o, también, "basura" y "escoria"). Se utiliza de forma irónica como descripción del sustrato crítico o descontento que contiene esta música. Al utilizarlo como etiqueta propia, los punkies (o punks) se desmarcan de la adecuación a los roles y estereotipos sociales. Debido al carácter de este significado, el punk a menudo se ha asociado a actitudes de descuido personal, se ha utilizado como medio de expresión de sentimientos de malestar y odio, y también ha dado cabida a comportamientos neuróticos o autodestructivos.
El término punk se utilizó como título de una revista fundada en 1976 en Nueva York por John Holmstrom, Ged Dunn y Legs McNeil, que deseaban una revista que hablara de todo lo que les gustaba: las reposiciones por televisión, beber cerveza, el sexo, las hamburguesas con queso, los cómics, las películas de serie B y el rock and roll que sonaba en los garitos más mugrientos de la ciudad: The Velvet Underground, The Stooges y New York Dolls, entre otros.
Más tarde el significado también serviría para inspirar las corrientes izquierdistas del género, como etiqueta que deshace la condición de clase o rol social con deudas de reputación o apariencia.

## Subgéneros y corrientes que han asimilado rasgos del punk
Como movimiento creativo, el sonido punk dio aparición a numerosas vertientes. Muchos de los grupos se movían de un género a otro, existiendo diferentes niveles de permeación, evolución y fusión, pudiendo hablarse de bandas que encajan en el perfil de más de dos subgéneros. Estos estilos individuales fueron popularizándose hasta formarse subgéneros musicales, categorías de obras y artistas que compartían un rasgo definido común.
Entre algunos de sus subgéneros se pueden identificar los siguientes:

### Por rasgos comunes musicales

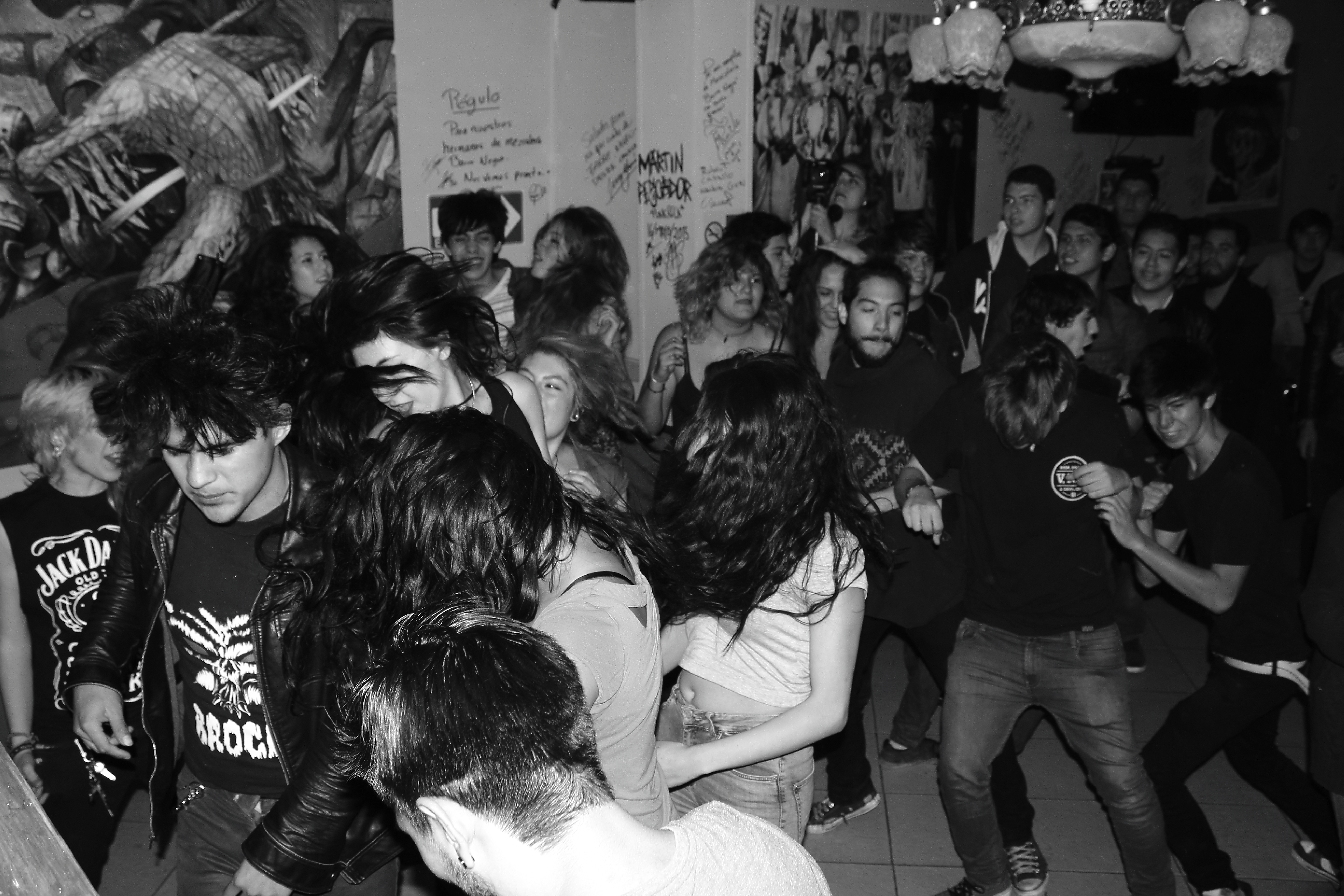
Slam durante el concierto de punk.

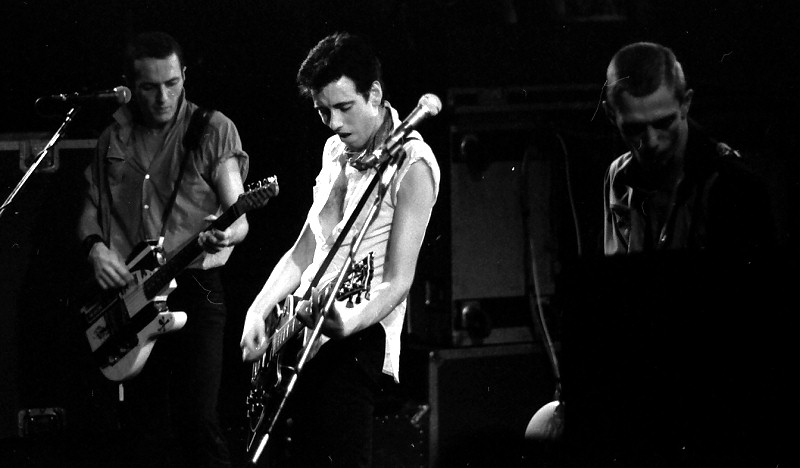
The Clash, una de las bandas más populares del punk británico.

- Hardcore punk: fue la primera evolución del punk a finales de los años 1970 en Estados Unidos. Era más extrema, más rápida y más agresiva. Destacan bandas de la primera oleada como Bad Brains, Black Flag, Teen Idles, Dead Kennedys, Circle Jerks, Minor Threat, o Youth Brigade.
- Crossover thrash: es la rama del thrash metal con más influencia del hardcore punk. Tal vez el más antiguo antecedente (pre-thrash incluido) puede haber sido la banda británica Motörhead. Se cuentan nombres como D.R.I. o Suicidal Tendencies. Este estilo está influido por el thrash metal (grupos como Metallica, Megadeth o Anthrax), si bien a menudo también posee alta armonía y diversidad de sonidos.
- Hardcore melódico: basado en el hardcore punk, de ritmos rápidos y bases fuertes de guitarra, pero con interpretaciones vocales melódicas. Un ejemplo claro es el de las bandas estadounidenses Bad Religion, Pennywise o Rise Against.
- Gypsy punk: es el subgénero que mezcla la música tradicional rumana y/o música de cabaret con el punk rock clásico, ejemplos de bandas son Gogol Bordello, DeVotchKa, Chunga-Changa, etc.
- Post-punk: género más experimental y melódico que se caracterizó por la deceleración del ritmo, la influencia de otros estilos musicales y un cierto clima de melancolía. Finalmente derivó en la génesis del rock gótico. Está representado por bandas como The Cure, Siouxsie And The Banshees, Joy Division, Public Image Ltd., Bauhaus, Alaska y los Pegamoides o Parálisis Permanente.
- No wave: movimiento de música experimental dentro del ambiente punk de Nueva York, representado por Yeah Yeah Yeahs, Lydia Lunch, Glenn Branca, Sonic Youth o Birthday Party.
- Ska-Punk: es el sonido del punk combinado con el ska, con ritmos rápidos y uso de instrumentos como trompetas o saxofones. Los ejemplos más significativos están en No Doubt, Operation Ivy (a quienes muchos señalan como los pioneros), Rancid, Kortatu, Ska-P, Skankin Pickle o Less Than Jake, varias canciones de NOFX, The Offspring y Propagandhi, Hesian etc.
- Deathrock: subgénero del punk y del gótico, con elementos de terror y atmósfera oscura. Tiene cierta similitud con el post-punk en cuanto al uso prominente del bajo y el ritmo desacelerado, pero a su vez algunas bandas incorporan elementos de rockabilly y glam rock. Las bandas principales representativas de este estilo son Christian Death, Alien Sex Fiend, Specimen, 45 Grave y Theatre of Ice.
- Psychobilly: es la mezcla del punk rock con el rockabilly. Algunos grupos representativos son The Cramps, Quakes, The Meteors y Nekromantix.
- Pop-punk o también conocido como popular punk: es un subgénero cuyo sonido es más melódico y limpio. En muchos casos, las bandas representativas de dicho género no difunden los ideales nihilistas debido a su carácter más comercial. Surge principalmente en Estados Unidos y fue popularizado a finales de los años 1990 y comienzos de los años 2000 como gran parte de la "segunda oleada punk" por bandas como Blink-182, Green Day, Sum 41, Simple Plan etc., aunque New Found Glory es el pionero en el pop punk ya que implementó el pop como su género desde sus inicios como banda y hasta el momento siguen en el pop punk, así como Green Day y Blink-182.
- Skate-punk: subgénero del punk que combina la escena del Skateboarding con el punk, siendo estos dos últimos muy relacionados, al ser el Skateboard un deporte que está enlazado con la música. Bandas típicas de este género son: No Fun At All, Suicidal Tendencies (el antiguo), Circle Jerks, The Descendents, Adolescents, Sum 41, etc.
- Celtic-punk o punk celta: género divergente de la mezcla entre el punk rock y la música celta tradicional. Es característico por contener instrumentos como flautas irlandesas, el acordeón, el banjo, etc. Este género fue principalmente fundado en 1980 por The Pogues. Sus letras generalmente contienen temas refiriéndose a la dicha de ser irlandés o de un país celta; enfocándose en lo político-social con letras generalmente referidas a la clase trabajadora u obrera. Bandas típicas del punk celta son: Flogging Molly, Dropkick Murphys, The Prodigals, The Real Mckenzies, Street Dogs, etc.
- Electropunk: una mezcla de letras y actitud punk, con música electrónica de clara referencia underground proveniente del new beat centroeuropero, breakbeat-hardcore inglés y la creciente influencia de sintetizadores a mediados de años 1980 de la escena EBM y la música industrial. Sus principales representantes comenzaron en 1990, en Essex (Londres): The Prodigy.

### Por temática o enfoque
- Anarcopunk: grupos que enlazan su música con temáticas o prácticas anarquistas. El grupo pionero fueron los británicos Sex Pistols, pero bandas como Dead Kennedys o Crass fueron las que más influyeron en una temática anarquista.

El anarcopunk está ligado con la anarquía.

- Horror punk: se caracteriza principalmente por sus letras relacionadas con las películas de terror y de Serie-B y toda la imagen que las acompaña, como zombis, ghouls, vampiros, esqueletos, etc; su estética y su música es muy similar al deathrock, usando maquillaje, peinados (como el devilock, popularizado por la pionera banda Misfits). 45 Grave también representaron a las primeras bandas de horror punk como Misfits. Algunas bandas son Misfits, Creepersin, Goblins, Diemonsterdie y 45 Grave entre otras.
- Straight edge: grupos que abogan por el no a las drogas y algunos a favor del vegetarianismo. Minor Threat fueron pioneros.
- Oi!: relacionado con la temática skinhead. Suele asociarse a la clase obrera y/o a los hooligans. Algunos ejemplos pueden ser Cockney Rejects, Sham 69, y Blitz.
- Skate punk: generalmente de estilo hardcore punk o hardcore melódico, grupos relacionados con la subcultura del skate.
- Queer punk o queercore: grupos con componentes homosexuales.

## Libros sobre punk
- Por favor, mátame, Legs McNeil y Gillian McCain.
- O'Hara, Craig, The Philosophy of Punk, AK Press, 1999 ISBN.
- Belén Gopegui, "Deseo de ser punk", 2009. ISBN 978-84-339-7652-9
- Por las olvidadas raíces de punk rock, Daniel F, 2013.
- Tomeu Canyelles, "Breu Història del Punk a Mallorca", Panorama 40Putes, 2014.